# پرتابه (جنگ‌افزار)

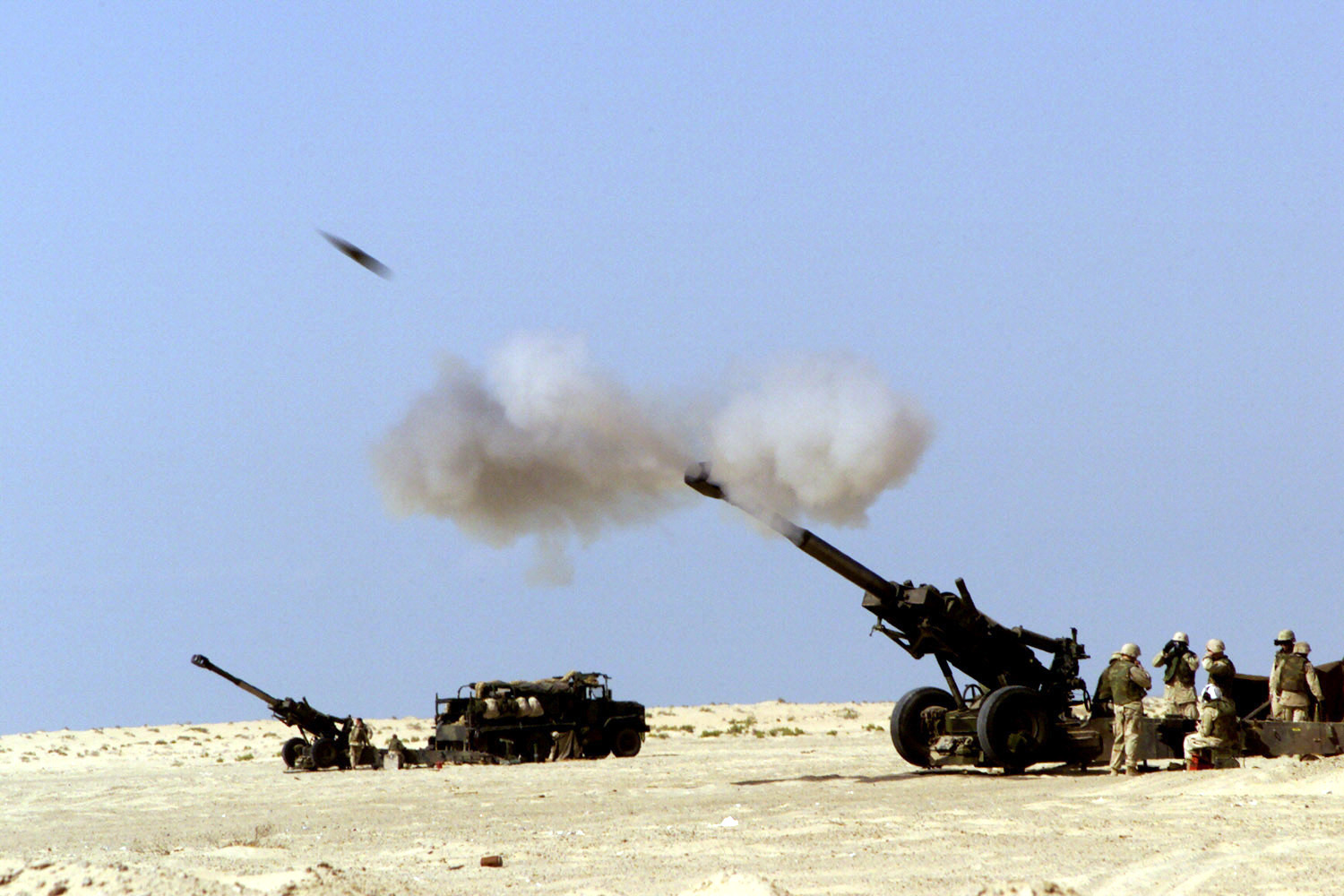
شلیک یک پرتابه از یک توپخانه

پرتابه (به انگلیسی: projectile) جسمی است که با اعمال نیروی خارجی به حرکت در می‌آید و سپس تحت تأثیر گرانش و مقاومت هوا آزادانه حرکت می‌کند. اگرچه هر جسمی که در فضا حرکت می‌کند یک پرتابه است، اما این عبارت معمولاً در جنگ و ورزش یافت می‌شود (به عنوان مثال، توپ پرتاب شدهٔ بیسبال، فوتبال با لگد، گلوله شلیک‌شده، تیر شلیک‌شده، سنگ رهاشده از منجنیق نوعی از پرتابه هستند).
معادلات ریاضی حرکت در بالستیک برای تجزیه و تحلیل مسیر پرواز پرتابه از طریق پرتاب، پرواز و ضربه استفاده می‌شود.
بسیاری از پرتابه‌ها (مثل خمپاره)، می‌توانند مواد منفجره یا دیگر مواد شیمیایی یا زیستی را حمل کنند. صرف نظر از بار انفجار، پرتابه‌ها را می‌توان به‌شکلی طراحی کرد که باعث آسیب‌های ویژه نیز بشوند، مثل آتش‌زایی یا مسمویت.

## پرتابه انرژی جنبشی

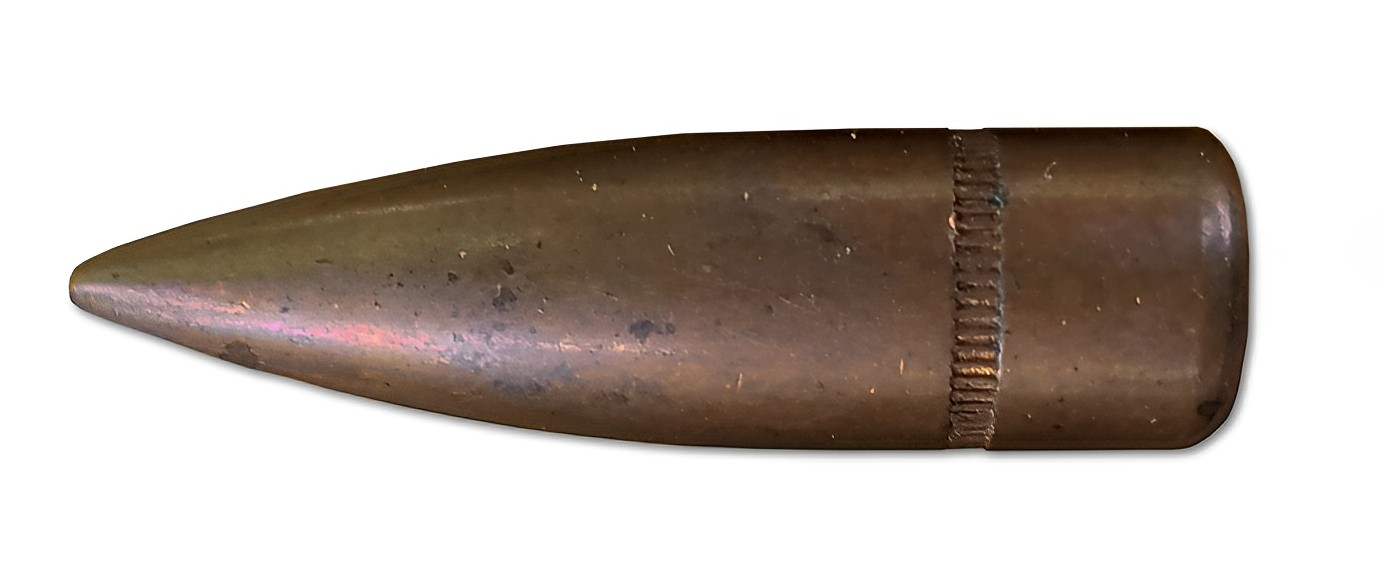
یک پرتابه انرژی جنبشی

پرتابهٔ انرژی جنبشی (انگلیسی: kinetic projectile) نوعی از جنگ‌افزار است که صرفاً بر اساس انرژی جنبشی پرتابه به جای مواد منفجره یا هر نوع محموله دیگری ساخته شده‌است. سلاح‌های انرژی جنبشی معمولاً پرتابه‌های سنگ، تیرهای گلوله توپ، تیرهای نوک‌تیز و تا حدودی گلوله هستند.